# Clasificación para la Copa Mundial de Baloncesto Femenino de 2026
La fase de clasificación para la Copa Mundial de Baloncesto Femenino de 2026 se celebrará en marzo para decidir los 16 equipos que se unirán al anfitrión, Alemania. 

## Formato
La clasificación se divide en dos partes: por una parte, 16 equipos jugaron un torneo pre-clasificatorio, donde los dos ganadores se clasificaron para jugar la siguiente fase. La segunda fase constará de 24 equipos.  Alemania, como anfitrión, así como cada uno de los ganadores de los cuatro torneos continentales, están clasificados directamente para el mundial. El resto de países obtendrá su plaza para los clasificatorios durante sus respectivos torneos regionales, con un total de 22 países que se jugarán las 11 plazas restantes.

### Calendario
| Fase               | Fechas                  |
| ------------------ | ----------------------- |
| Pre-clasificatorio | 19–25 de agosto de 2024 |
| Clasificatorio     | Marzo de 2026           |

## Pre-clasificatorio
16 equipos participaron en estos dos torneos, con el ganador de cada uno de ellos pasando a la fase clasificatoria.  Los torneos tuvieron lugar en Ciudad de México (México) y Kigali (Ruanda). El sorteo para decidir que país participaba en cada torneo tuvo lugar el 25 de abril de 2024, y los países que participaron en cada torneo fueron:
| Continente   | Equipos                                                              |
| ------------ | -------------------------------------------------------------------- |
| África       | Senegal (QT) Malí (3º) Ruanda (4º) Mozambique (5º)                   |
| América      | Brasil (QT) Venezuela (6º) Argentina (7º) México (8º)                |
| Asia/Oceanía | Nueva Zelanda (QT) Corea del Sur (5º) Filipinas (6º) Líbano (7º)     |
| Europa       | Hungría (QT) República Checa (7º) Montenegro (8º) Gran Bretaña (10º) |

De estos torneos, se clasificaron República Checa y Hungría.

## Clasificatorio
Habrá un total de 24 equipos, los 2 de la ronda pre-clasificatoria (Hungría y República Checa) y 22 de los distintos torneos regionales que tuvieron lugar en el año 2025. Los torneos clasificatorios tendrán lugar en marzo de 2026. La selección anfitriona, Alemania, así como los ganadores de cada uno de los torneos continentales, participan en los torneos a pesar de estar clasificados directamente. Los equipos se dividirán en cuatro grupos de 6 equipos cada uno, jugándose cuatro torneos, de los cuales saldrán 4 clasificados de cada uno, para un total de 16 equipos.

### Equipos
| Acceso                               | Plazas | Equipo(s)       |
| ------------------------------------ | ------ | --------------- |
| Anfitrión del mundial                | 1      | Alemania        |
| Ganadores de los pre-clasificatorios | 2      | República Checa |
| Ganadores de los pre-clasificatorios | 2      | Hungría         |
| Top 4 del AfroBasket 2025            | 4      | Nigeria         |
| Top 4 del AfroBasket 2025            | 4      | Malí            |
| Top 4 del AfroBasket 2025            | 4      | Sudán del Sur   |
| Top 4 del AfroBasket 2025            | 4      | Senegal         |
| Top 6 de la AmeriCup 2025            | 6      | Estados Unidos  |
| Top 6 de la AmeriCup 2025            | 6      | Brasil          |
| Top 6 de la AmeriCup 2025            | 6      | Canadá          |
| Top 6 de la AmeriCup 2025            | 6      | Argentina       |
| Top 6 de la AmeriCup 2025            | 6      | Colombia        |
| Top 6 de la AmeriCup 2025            | 6      | Puerto Rico     |
| Top 6 de la AsiaCup 2025             | 6      | Australia       |
| Top 6 de la AsiaCup 2025             | 6      | Japón           |
| Top 6 de la AsiaCup 2025             | 6      | China           |
| Top 6 de la AsiaCup 2025             | 6      | Corea del Sur   |
| Top 6 de la AsiaCup 2025             | 6      | Nueva Zelanda   |
| Top 6 de la AsiaCup 2025             | 6      | Filipinas       |
| Top 5 del Eurobasket 2025            | 5      | Bélgica         |
| Top 5 del Eurobasket 2025            | 5      | España          |
| Top 5 del Eurobasket 2025            | 5      | Italia          |
| Top 5 del Eurobasket 2025            | 5      | Francia         |
| Top 5 del Eurobasket 2025            | 5      | Turquía         |

## Equipos clasificados
| Equipo         | Clasificación               | Clasificación                   | Clasificación     | Participaciones | Última | Mejor resultado                                                    |
| Equipo         | Método                      | Fecha                           | Lugar             | Participaciones | Última | Mejor resultado                                                    |
| -------------- | --------------------------- | ------------------------------- | ----------------- | --------------- | ------ | ------------------------------------------------------------------ |
| Alemania       | País anfitrión              | 28 de abril de 2023             | Manila            | 1               | 1998   | 11º lugar (1998)                                                   |
| Bélgica        | Ganador del EuroBasket 2025 | 18–29 de junio de 2025          | El Pireo          | 2               | 2018   | 4º lugar (2018)                                                    |
| Estados Unidos | Ganador de la AmeriCup 2025 | 28 de junio–6 de julio de 2025  | Santiago de Chile | 18              | 2022   | (1953, 1957, 1979, 1986, 1990, 1998, 2002, 2010, 2014, 2018, 2022) |
| Australia      | Ganador de la AsiaCup 2025  | 13–20 de julio de 2025          | Shenzhen          | 16              | 2022   | (2006)                                                             |
| Nigeria        | Ganador del AfroBasket 2025 | 25 de julio–3 de agosto de 2025 | Abiyán            | 2               | 2018   | 8º lugar (2018)                                                    |
|                | Torneos clasificatorios     | marzo de 2026                   | Por determinar    |                 |        | !                                                                  |